# Luan Starova
Luan Starova (Pogradec, Albania italiana, 14 de agosto de 1941-Macedonia del Norte, 24 de febrero de 2022) fue un novelista, poeta, ensayista, crítico literario, traductor, diplomático y profesor albanés. Fue embajador de Macedonia del Norte en Francia, España, Portugal y la UNESCO.
Fue uno de los escritores albaneses más importantes ya que sirvió de puente intercultural entre la cultura y literatura albanesa y macedonia. Escribió obras tanto en albanés como en macedonio, incluso los escribe originalmente en macedonio y él mismo los traduce después al albanés.

## Vida profesional
Estudió en la Facultad de Filología de la Universidad de Skopje, y se doctoró en Filología francesa y Literatura comparada en la Universidad de Zagreb.
En 1970 se convirtió en miembro de la Asociación de escritores macedonios y desde entonces escribe y publica tanto en albanés (su idioma nativo) como en macedonio.
En los años siguientes a su graduación se dedicó a ejercer de profesor de literatura francesa en la Universidad de Skopje y más tarde, en los años 90, inició su carrera como diplomático y se convirtió en el primer embajador de la Macedonia del Norte en París.

## Obras
La mayor parte de su producción literaria está escrita en albanés. Pese haberse dedicado a la poesía y el ensayo lo que más destaca de sus obras es la saga balcánica de diez novelas.
Entre las más destacadas se encuentran:
- Tatkovite knigi (Los libros de mi padre), 1992.
- Koha e dhive (El tiempo de las cabras), 1993.
- Ateisticki muzej (El museo del ateísmo), 1997.

Además de sus propias novelas, también se dedicó a la traducción de autores franceses al macedonio.
Sus obras se tradujerón al francés, alemán, italiano, turco, rumano, croata, búlgaro y griego entre otros idiomas.

## Premios
Entre los premios nacionales que recibió destacan el “11th October”, “13th November”, “Grigor Prlicev” y el “Stale Popov”, además de otros galardones internacionales. En 2008 ganó el Racin, el principal premio literario de Macedonia, por su novela Potraga za Elen Lajbovic (En busca de Elen Lajbovic, aún no traducida al español)